# Cucina algerina

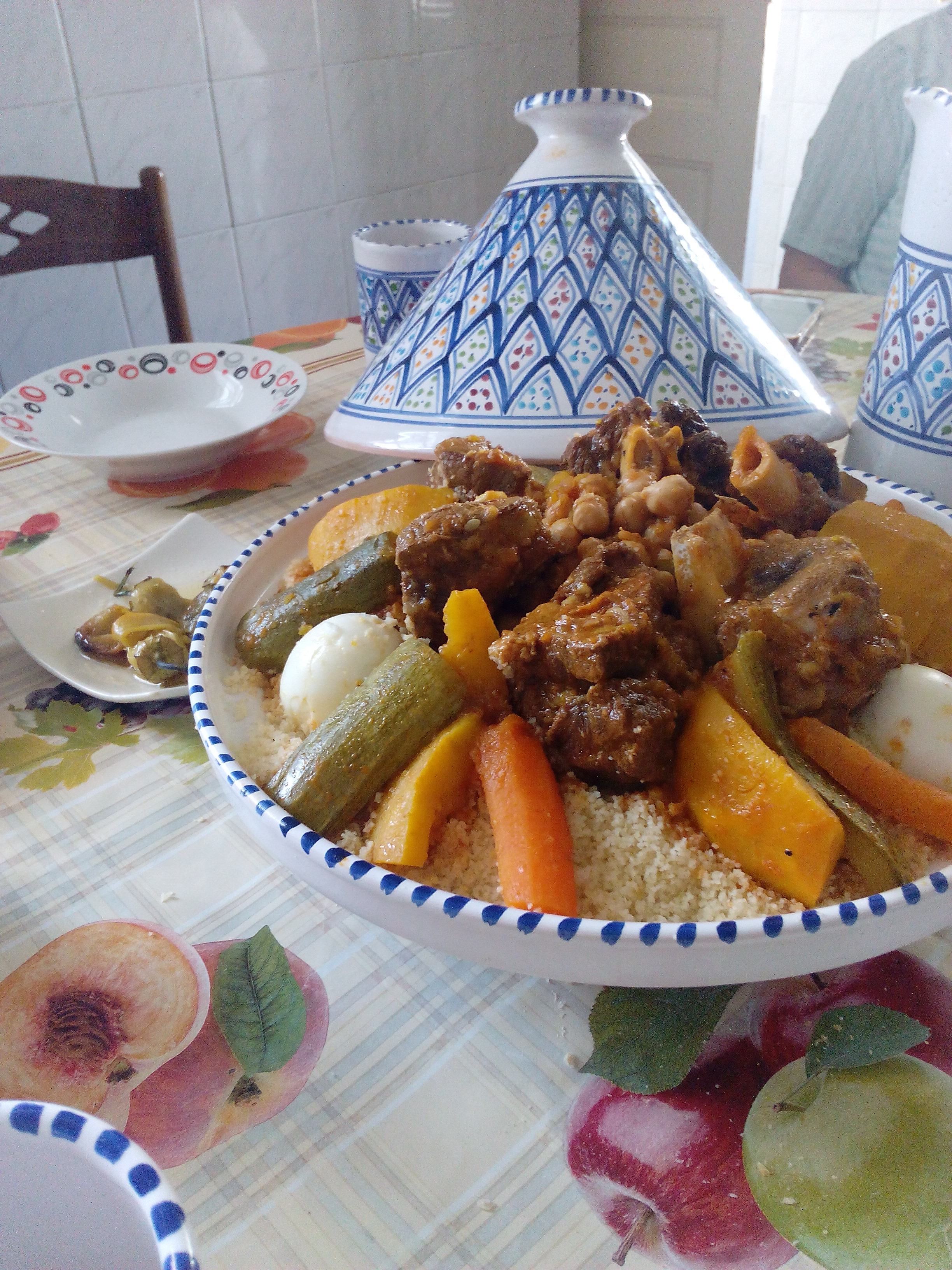
Il cuscus, piatto nazionale algerino

La cucina algerina comprende le abitudini culinarie dell'Algeria. Il cuore della gastronomia algerina è la cucina berbera per poi ampliarsi con l'influenza della cucina araba,  ha inoltre goduto dell'influenza della cucina francese, avendone preso l'attenzione alla presentazione dei piatti. È fortemente correlata alla cucina marocchina e quella tunisina; in particolare fa più ampiamente parte della cucina maghrebina.

## Caratteristiche principali
La dieta algerina è basata sul consumo di cereali: le coltivazioni di riso sono state sempre storicamente sporadiche, a causa del clima desertico del paese, in favore del grano, importato in Europa sin dai tempi dei Romani. Il cuscus, pietanza nazionale del paese che presenta diverse varianti, è il piatto fondante della cucina algerina assieme ad insalate, pollo arrosto e stufati di agnello e di verdure. I piatti vegetariani sono invece poco diffusi.
Le spezie sono ampiamente usate, come ad esempio cumino, coriandolo, cannella, paprika e pepe. Tuttavia, a differenza dei vicini tunisini, la cucina algerina non fa grande uso del peperoncino, seppur sia frequente l'utilizzo di aromi come aglio e prezzemolo. Tra le verdure più utilizzate invece si menzionano finocchio, pomodori, carote, rape, patate, carciofi, cardi e porri. È disponibile un ampio assortimento di pesce, proveniente dalle coste del Mediterraneo, mentre tra le carni più comuni troviamo, pollo, vitello e agnello.
Gli algerini sono soliti fare colazione tra le 9 e le 10, mentre il pranzo avviene tipicamente dalle 13 in poi, e infine la cena si tiene tra le 18 e le 20. Il tradizionale pasto algerino si consuma su un tappeto seduti a terra, rigorosamente usando la mano destra. Prima di mangiare, il padrone di casa è solito portare a tavola una brocca d'acqua con del sapone ed una bacinella di plastica, in modo che tutti i commensali possano lavarsi le mani. In presenza di ospiti, uomini e donne mangiano separatamente, pur se alle donne occidentali è permesso mangiare in promiscuità in quanto considerate "uomini onorari". Molti algerini danno inizio al pasto pronunciando la parola bismillah, e le pietanze migliori vengono avvicinate all'ospite d'onore: se questi accetta le pietanze gli altri commensali potrebbero pronunciare l'espressione al-hamdu lillah ("grazie a Dio"), altrimenti se questi è sazio l'espressione tipica sarà saha, saha ("buona salute").

## Piatti principali
Uno dei piatti più comuni e preferiti della cucina algerina è il couscous, da cui trae origine. La semola è tradizionalmente prodotta con il grano, ma può essere prodotta anche con l'orzo. I chicchi possono anche essere fermentati per fare il couscous el Hammoun. Il piatto può essere preparato in molti modi, generalmente con una salsa con manzo o agnello e zucchine, carote, ceci e fagiolini, pollo, lenticchie e piselli dall'occhio. Il cous cous può essere consumato anche in un masfouf (o thameqfoult in cabilo), una versione secca senza salsa e verdure come fave, piselli o anche con uvetta e datteri, tradizionalmente insieme al latte fermentato.
Tra i piatti più comuni nel paese vi sono la tchicha, un tipo di bulgur (il cosiddetto "grano spezzato") spesso cucinata in una zuppa di agnello, la shorba, una zuppa a base di pollo o agnello e cuscus tipica delle festività che può includere anche verdure e orzo, e la lentille bil khodra, una zuppa a base di lenticchie alla quale si possono aggiungere verdure o agnello, tipicamente accompagnata con del pane o con delle insalate.
La tajine è invece uno stufato cotto in una pentola di ceramica che include svariate versioni: nelle aree del paese al confine con il Marocco è possibile trovarne una variante con cavolfiori e patate, mentre la tajine bil birkook è fatta con agnello, prugne e mandorle, tipica del Ramadan e un tempo accessibile esclusivamente ai ceti più alti della società. La molokhia algerina si differenzia dall'omonimo piatto dei suoi vicini per l'uso dei gombi, mentre la marka bil karnoon consiste in un piatto a base di agnello e carciofi. Un'altra specialità di carne è la merguez, una salsiccia di agnello piccante, mentre la slk fel kousha è un timballo di spinaci e formaggio cotto al forno.
Diversi piatti di pasta si possono trovare nella cucina tradizionale algerina: rechta, chakhchoukha, berkoukes, tikourbabine (chiamato anche asban), Aftir oukessoul tlitli o trida. Questi piatti di pasta tradizionali sono preparati in uno stufato rosso, con l'eccezione della rechta che è generalmente preparata in uno stufato bianco in Algeria, con carne e verdure.
Anche i piatti vegetariani in Algeria sono una parte importante della dieta con karantita (flan di ceci), tbikha (stufato di verdure), shakshouka (una sorta di ratatouille, spesso cucinata con uova), zaalouka (ratatouille di melanzane e pomodori principalmente, servita calda o fredda). Questi piatti vengono spesso consumati con il pane.
Il tajine o djouez sono piatti tradizionali preparati in umido o cucinati in modo simile, originariamente in una pentola di terracotta. Possono essere vegetariani, ma sono generalmente fatti di carne (agnello o pollo) e verdure. Particolari tajine fatte in salsa rossa sono chiamate chtitha (ad esempio chtitha djaj è un piatto di pollo cotto in una salsa rossa con ceci). Altri piatti famosi sono il koubeb (pollo cotto in salsa bianca con cannella e ceci e servito con patatine fritte e prezzemolo), lo zviti, il marqa bel a'assel (una specialità di Tlemcen).
Alcuni piatti aggiuntivi includono:
- Tchektchouka
- Bourek: involtini fritti con vari ripieni, tra cui carne, tonno, patate e formaggio. Una variante popolare, il bourek annabi, di Annaba, è più grande e farcita con purè di patate, carne macinata di manzo, funghi, formaggio, uova e prezzemolo.
- Mhadjeb: focaccia ripiena di cipolle e salsa di pomodoro.
- Shakshouka, chakshoka, shakhshosha: una miscela di cipolle, pomodori, peperoni, zucchine e uova. Ci sono molte versioni, a seconda della regione.
- Chorba frik o jari, una zuppa a base di pomodoro con agnello
- Frites-omelette: patatine fritte con uova
- Dobara: zuppa di ceci
- Dolma: verdure ripiene cotte in un brodo

## Carne
Gli algerini consumano un'elevata quantità di carne e si trova in quasi tutti i piatti. Il montone è la carne più consumata del paese.
Cous cous algerino con verdure:, uccelli e cervo sono considerati una prelibatezza. 
Nel sud si mangia anche il dromedario (carne di cammello).
La carne poteva essere tradizionalmente essiccata 
Vengono utilizzati anche pollame e manzo, mentre altri tipi di carne più rari come selvagginain regioni come la Cabilia come un modo per conservare la carne per lunghi periodi di tempo.
Il merguez è un tipo di salsiccia originaria del popolo berbero

## Spezie
Molte spezie sono utilizzate nella cucina algerina, tra cui peperoncino rosso essiccato di diversi tipi, cumino, cannella, curcuma, zenzero, paprika, coriandolo, zafferano, macis, chiodi di garofano, finocchio, anice, noce moscata, pepe di cayenna, fieno greco e pepe nero. Alcune miscele di spezie sono anche tradizionali della regione nordafricana, come il Ras el hanout, che può essere composto da un massimo di 27 spezie. L'Hror è un mix di spezie tipico della cucina algerina a base principalmente di galanga, cubeb, noce moscata e cannella, ma le ricette possono variare e includere più spezie ed erbe aromatiche come liquirizia o pellitory.

## Zuppe
L'Algeria ha quattro zuppe tradizionali ben note consumate in tutto il paese: chorba frik (che in alcune regioni viene anche cucinata con il kadaif al posto del frik), harira, djari e tchicha. Queste zuppe tradizionali algerine vengono servite all'inizio del pasto come antipasto e sono preparate principalmente con agnello, montone o pollo, ceci, pomodori, vermicelli, grano, spezie e diverse verdure e legumi. Queste varie zuppe sono le più popolari durante il mese sacro del Ramadan. Il gaspacho oranais è una versione algerina di un piatto manchego. La chorba ha un'altra variante, la chorba bida (chorba bianca) che viene cucinata con pollo, kadaif, ceci e prezzemolo senza pomodoro. Viene tradizionalmente consumato con una spruzzata di succo di limone

## Dolci
In genere, la frutta di stagione veniva servita come dessert alla fine dei pasti. Questi frutti includono anguria, nespolo, uva, melograno o datteri (che possono essere serviti anche all'inizio del pasto).
I dolci più comuni includono il dziriyat, il garn ghzal (simile alle caviglie delle gazzelle), il baqlawa, il bradj, il makroudh, il kalb elouz, lo zlabiya e il griwech (un impasto fritto a forma di pretzel, imbevuto di miele e cosparso di semi di sesamo).
Molti dolci vengono preparati per occasioni speciali come l'Eid-al-fitr e i matrimoni. Ad esempio, la mouna veniva tradizionalmente servita dalle donne appena sposate ad altre donne durante il loro tradizionale hammam. La tamina è una specie di pasta a base di semola, burro, hror o altre spezie e miele che di solito viene servita dopo il parto di una donna.
Msemen, Sfenj o Baghrir sono generalmente serviti con il tè e possono essere conditi con miele, marmellata o anche olio d'oliva e zucchero.
La creponne, un sorbetto originario di Orano, è una specialità dell'Algeria. Anche altri dolci e torte come lo sfenj e il kroki mchawcha sono comunemente consumati.

### La cucina ebraico-algerina
La cucina ebraico-algerina include specialità come la escabèche, una sorta di pesce in salamoia, le boulette de poisson, la mouna, un pane all'arancia spesso consumato per rompere il digiuno dopo lo Yom Kippur, la djiadjia tairat, la versione algerina della matzah, e il charoset, una crema fatta di noci, vino e frutta tipica della Pasqua Ebraica.

## Influenza della cucina francese
Nelle principali città la cucina francese ha lasciato un'impronta indelebile: oltre al tradizionale pane kesra, è possibile trovare baguette, caffè, croissant e pasticcini. Con la colonizzazione francese si assistette inoltre ad una gran produzione di vino, che diminuì con l'abbandono del paese da parte dei transalpini. D'altra parte, con l'immigrazione massiccia che la Francia ha sperimentato negli anni, i ristoranti algerini sono approdati anche a Parigi e in altre città d'oltralpe.